# Orchestre Stukas
Orchestre Stukas, noto anche come Stukas Boys o semplicemente Stukas, fu un gruppo musicale di rumba africana attivo nella zona di Kinshasa (nell'odierna Repubblica Democratica del Congo) negli settanta. All'apice del suo successo, il gruppo era guidato dal cantante e showman Gaby Libeki Lita Bembo.

## Storia
Il gruppo fu fondato da Alida Lomingo nel 1968. Fin dalle prime esibizioni, nella formazione emersero come talenti soprattutto il cantante Lita Bembo (che incendiava il pubblico con i suoi fantasiosi passi di danza) e il chitarrista Samunga Tediangaye detto "il professore".
In un'epoca in cui grandi orchestre di soukous come Zaïko Langa Langa, Bella Bella, OK Jazz e altre facevano a gara per accentrare su di sé gli entusiasmi della gioventù cittadina di Kinshasa, gli Stukas si rivolsero alla popolazione delle periferie, che difficilmente disponeva dei mezzi economici per recarsi in città ad ascoltare musica. Iniziarono con un repertorio di cover di James Brown.
Nel 1970 il gruppo si era già guadagnato un buon seguito di pubblico, e ottenne sia un contatto discografico che la possibilità di apparire in televisione sul canale Voix du Zaire. Il fascino che le loro esibizioni televisive esercitavano sui giovani congolesi fu tale che le autorità arrivarono a fare pressioni sulla direzione di Voix du Zaire affinché fossero trasmesse quotidianamente, per "tenere i bambini lontani dalle strade". Nello stesso periodo, gli Stukas divennero il gruppo di punta del prestigioso locale "Para Fifi". Nel 1974, gli Stukas furono fra i gruppi musicali scelti per suonare allo Zaire '74, il grande concerto che si svolse a Kinshasa in preparazione del Rumble in the Jungle, lo storico scontro di pugilato fra Muhammad Ali e George Foreman); in quella occasione, si trovarono a suonare fianco a fianco con grandi della musica africana e internazionale come Miriam Makeba, Manu Dibango, BB King, e lo stesso James Brown.
A partire dal 1977, la formazione degli Stukas subì diverse importanti defezioni. Alcuni suoi membri furono sedotti da grandi gruppi di Kinshasa come Yoka Lokole e Orchestre Anti-Choc. Lo stesso Lita Bembo decise di abbandonare per trasferirsi in Europa, a Bruxelles, dove intraprese la carriera di produttore e ingegnere del suono.